# Dobřany
Dobřany (in tedesco Dobrzan; dal 1939 al 1945 Wiesengrund) è una città della Repubblica Ceca facente parte del distretto di Plzeň-jih, nella regione di Plzeň.